# ستيف سانت-دوك
ستيف سانت-دوك هو لاعب كرة قدم هايتي في مركز الهجوم، ولد في 8 يناير 2000 في ليس كايس في هايتي. لعب مع لنسيغ إيجنيت ونادي لوس أنجلوس.

## وصلات خارجية
- ستيف سانت-دوك على موقع الدوري الأمريكي (الإنجليزية)
- ستيف سانت-دوك على موقع قاعدة بيانات كرة القدم.إي يو (الإنجليزية)
- ستيف سانت-دوك على موقع Soccerway.com (الإنجليزية)